# Rat pygmée de rizière à longue queue
Espèce
Statut de conservation UICN

 LC  : Préoccupation mineure
Le Rat pygmée de rizière à longue queue (Oligoryzomys longicaudatus), également appelé Rat nain des rizières à longue queue est une espèce de rongeur du genre  Oligoryzomys et de la famille Cricetidae. Il vit dans le sud des Andes du Chili et de l'Argentine, avec une population déportée dans l'est de l'Argentine.
Le Rat pygmée de rizière à longue queue est une espèce commune, avec une vaste aire de répartition et une population stable. Il est classé par l'Union internationale pour la conservation de la nature comme de préoccupation mineure (LC).

## Description
Le Rat pygmée de rizière à longue queue mesure 222 mm de long dont 127 mm pour la queue. La queue est plus courte sur l'extrémité sud de l'aire de répartition. Il pèse environ 24 g. Les oreilles sont de petite taille, légèrement poilues. La queue présente également quelques poils, elle est de couleur claire en partie basse et plus foncée sur le dessus. La fourrure dorsale est couleur chamois marquée de fines et pâles lignes brunes et noires, la base grise des poils étant parfois visible. La partie inférieure du corps est blanc grisâtre. En Argentine, la fourrure présente des teintes ocre, notamment sur les flancs.
Le caryotype est de 2n = 58 et FNa = 74.

## Répartition et habitat

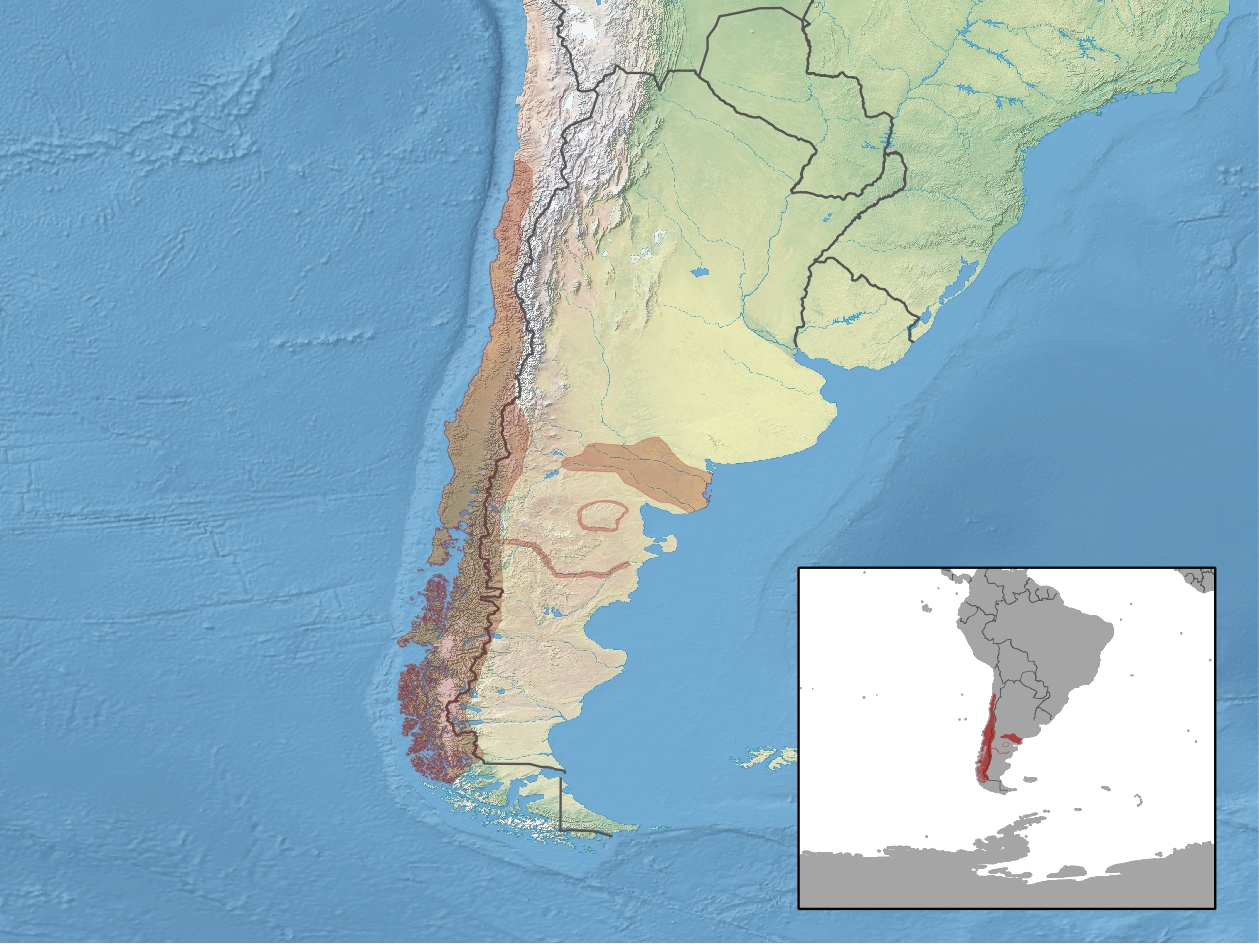
Aire de répartition du Rat pygmée de rizière à longue queue.

Le Rat pygmée de rizière à longue queue est un rongeur vivant dans les montagnes du sud de l'Amérique du Sud. Son aire de répartition s'étend du nord du Chili et du nord-est par l'Argentine jusqu'au 50°S en Patagonie.
C'est un habitant des forêts, des sous-bois et des broussailles. Il est le petit rongeur le plus abondant de la forêt de nuage du nord du Chili. En Patagonie, le Rat pygmée de rizière à longue queue préfère les clairières, les bords de route et les zones broussailleuses. Il est plus fréquent dans les habitats humides, par exemple à proximité des plans d'eau.

## Écologie
Le Rat pygmée de rizière à longue queue est un bon grimpeur et est également capable de sauter. Son régime alimentaire varie selon les saisons. A la saison sèche, il mange essentiellement des graines tandis qu'à la saison des pluies les fleurs, le pollen et les feuilles des Chénopodes prédominent. Les insectes font ponctuellement partie de son régime alimentaire.
Ce rongeur peut se reproduire à l'âge de quelques mois. Le nid est construit quelques mètres au-dessus du sol, dans les broussailles. Un ancien nid d'oiseaux est parfois réutilisé. La femelle peut se reproduire trois fois par an. La portée est d'environ cinq jeunes.
La taille de la population est sujette à de fortes variations. En 1990, la floraison de masse d'un million d'hectares de bambous Chusquea valdiviensis dans le sud du Chili entraîna une importante quantité de graines puis une explosion de la population du Rat pygmée de rizière à longue queue. L'accroissement de la population s'explique par une meilleure fécondité, un taux de survie des jeunes plus élevé et une saison de reproduction rallongée. Un bon nombre de graines de bambou ayant été retenues dans les épillets de fleurs l'année suivante, d'autres pics de populations de rongeurs se sont produits par la suite.
Au printemps 1997, un grand nombre de souris mortes est découvert dans les forêts près du lac Nahuel Huapi dans le sud-ouest de l'Argentine. Il s'agit principalement du Rat pygmée de rizière à longue queue avec une proportion plus faible d’Abrothrix longipilis. Les individus échoués sur les plages étaient jeunes, nés à l'automne précédent, et l'estomac plein. Une telle mortalité est le résultat d'une épidémie apériodique dans les Andes. Les spécimens vivants capturés dans des pièges ne semblaient pas pouvoir se reproduire. La population ne retrouva ses niveaux normaux qu'après un an.
Le Rat pygmée de rizière à longue queue est le principal réservoir du virus des Andes (ANDV) qui provoque le syndrome pulmonaire à hantavirus,,, qui peut être mortel pour l'humain.
En tant que petit rongeur, le Rat pygmée de rizière à longue queue est la proie de prédateurs plus gros comme le Guigna (Leopardus guigna).